# Шпитальный, Владислав Вадимович
Владислав Вадимович Шпитальный (род. 5 сентября 1996, Саратов) — российский футболист, полузащитник клуба «Сокол» (Саратов).

## Карьера
Воспитанник казанского и саратовского футбола. Начинал карьеру в молодёжных командах «Рубина» и «Амкара». После двух сезонов в саратовском «Соколе»,выступавшим в ФНЛ и Второй лиге. Шпитальный переехал в Португалию, где играл во второй лиге за «Паредиш» и «Униан Лейрию». Шпитальный стал первым воспитанником саратовского футбола, выступавшим за рубежом. В 2020 году перешёл в ФНЛ в «Енисей». В сентябре 2020 года заключил контракт с белорусской «Белшиной». Дебютировал в белорусской высшей лиге 24 октября в игре против минского «Динамо» (1:3).

## Семья
Дед — Вадим Шпитальный (1941—1994) был футболистом, сыграл более 300 матчей за «Сокол» после,работал главным тренером клуба и директором школы.
Отец Вадим Шпитальный (младший) (1972—2023) выступал за ряд команд первого и второго дивизиона. После завершения карьеры работал тренером,начальником команды «Сокол» и был главным тренером молодежной команды клуба.